# Celur
Celur (Coelurus) – rodzaj celurozaura z późnej jury (dokładniej kimerydu, 153–150 milionów lat temu). Jego nazwa oznacza "wydrążony ogon", odnosząc się do wydrążonych kręgów ogonowych i pochodzi od starożytnych greckich słów koilos – wydrążony – i oura – ogon. Choć pochodzi od niej nazwa jednej z głównych grup teropodów, celurozaurów, zwierzę poznano słabo, a czasami mylono je z lepiej znanym współczesnym mu ornitolestem. Jak wiele dinozaurów opisanych stosunkowo wcześnie, posiada skomplikowaną historię taksonomiczną. Wyróżniano jego liczne gatunki, które później przeniesiono do innych rodzajów lub unieważniano. Obecnie jako pewny uznaje się tylko jeden: typowy C. fragilis opisany przez Marsha w 1879. Znany jest z fragmentarycznego szkieletu znalezionego w formacji Morrison w Wyoming w USA. Był małym dwunożnym mięsożercą o wydłużonych kończynach tylnych.

## Morfologia
Nauka poznała celura dzięki pojedynczemu znalezisku obejmującemu liczne żebra, fragmentaryczną miednicę i obręcz barkową, a także kończyny górne i dolne. Wystawia się je w Peabody Museum of Natural History; jednakże względnej kompletności szkieletu nie określono do 1980. Skamieniałości odnaleziono w Reed's Quarry 13 w Como Bluff w Wyoming. Poza tym dwie kości kończyny górnej prawdopodobnie należące do przedstawianego tu rodzaju znaleziono w Cleveland-Lloyd Dinosaur Quarry w stanie Utah.
Celur nie należał do dużych dinozaurów. Masę jego ciała szacuje się na 13-20 kg, długość na 2,4 m, wysokość w biodrach zaś na 0,7 m. Zwierzę miało względnie długą szyję i tułów (co wiązało się z długimi kręgami gada), długie smukłe kończyny górne (śródręcze także było wydłużone) i potencjalnie małą wysmukłą czaszkę.

Porównanie wielkości celura i człowieka

Czaszka celura pozostaje nieznana z wyjątkiem prawdopodobnie kawałka żuchwy tej samej strony, co reszta pozostałości. Chociaż stan, w jakim się zachował, a także barwa nie różnią go od reszty szkieletu, jest tak smukła, że może do niego nie należeć. Mierzy 7,9 cm długości, a tylko 1,1 cm wysokości. Kręgi były ogólnie długie i niskie. Ta ostatnia cecha dotyczyła także wyrostków kolczystych. Ściany trzonów były cienkie. Kręgi szyjne, szczególnie wydłużone, zaliczały się do kości pneumatycznych, posiadając liczne nierówno rozłożone i różniące się wielkością wydrążenia na powierzchni. Długość ich trzonów równała się czterem ich szerokościom. Po obu stronach łączyły się stawowo z użyciem swych wklęsłych powierzchni. Kręgi piersiowe nie uległy aż takiemu wydłużeniu, brakowało im jam, a ich wklęsłe powierzchnie gorzej się rozwinęły. Trzony przypominały kształtem klepsydrę. Wydrążeń nie miały także kręgi ogona.
Z obręczy barkowej zachował się jedynie fragment łopatki. Kość ramienna, oglądana z boku, zakrzywia się wydatnie, zakreślając literę "S". Osiągając 11,9 cm, przerasta nieco przedramię mierzące 9,6 cm. Półksiężycowate kości nadgarstka przypominają spotykane u deinonycha. Dystalnie od nich znajdowały się długie i wysmukłe palce. Z kolei z obręczy miednicznej przetrwały połączone kości łonowe, zakończone wydatną "stopką". Kość udowa oglądana z przodu przypomina kształtem literę "S". Najlepiej zachowana kość udowa mierzy 21 cm. Kości śródstopia były niezwykle długie i smukłe, osiągając prawie długość kości udowej.

### Coelurus,OrnitholestesiTanycolagreus
Trzy najlepiej znane niewielkie teropody formacji Morrison, celur, ornitolest i tanikolagrez, były niezróżnicowanymi celurozaurami i często mylono je z sobą. Obecnie rodzaje Coelurus i Ornitholestes opisano pełniej, można je więc odróżnić dzięki pewnym cechom anatomicznym. Na przykład stworzenia te posiadały inne proporcje: celura charakteryzowały dłuższe, niż u ornitolesta, plecy i szyja, a także dłuższe i smuklejsze nogi i stopy. Celura i tanikolagreza łączyło więcej podobieństw, różniło jednak mnóstwo detali, z których wymienić można kształt ręki, przedramienia i kości udowej, lokalizację przyczepów mięśni do ostatniej z wymienionych kości, a także dłuższe kręgi tułowia i długie śródstopie celura.

## Klasyfikacja
Od czasu rozwoju filogenetyki w latach osiemdziesiątych XX wieku celura uznawano za celurozaura o niepewnej pozycji, niepasującego do lepiej poznanych kladów kredowych dinozaurów. Podobnie jak inne niezróżnicowane celurozaury (kompsognaty, ornitolesta czy proceratozaura), umieszczano go w rozmaitych miejscach wśród bazalnej części kladu Coelurosauria. Jednakże Phil Senter w 2007 opublikował pracę uznającą rodzaje Tanycolagreus i Coelurus za blisko spokrewnione z bazalnymi tyranozauroidami. Celura czasami wydziela się do osobnej rodziny celurów, aczkolwiek przynależność tej rodziny również nie jest niezmienna. Oliver Rauhut w 2003 zaproponował, by tworzyły ją omawiany tu rodzaj i kompsognaty, jednakże pomysł zgrupowania kompsognatów i celura nie zyskał aprobaty. Phil Senter za jedyne celury uznał rodzaje Coelurus i Tanycolagreus.
Przed zastosowaniem analiz filogenetycznych Coeluridae i Coelurosauria pełniły wśród taksonów funkcję koszów na śmieci, gdzie umieszczano niewielkie teropody nie pasujące do innych grup. Dlatego też zebrało się wśród nich wiele rodzajów uznawanych za nomina dubia. W latach osiemdziesiątych XX wieku popularne książki wymieniały ponad tuzin celurów, włączając do rodziny tak niepodobne do siebie formy, jak noazaura lewizucha i owiraptorozaura mikrowenatora, uznając je za potomków celofyzów. Rodzina pełniła w niektórych pismach funkcję kosza do wczesnych lat dziewięćdziesiątych XX wieku, ale od tego czasu znacznie ją zredukowano.

## Historia odkryć

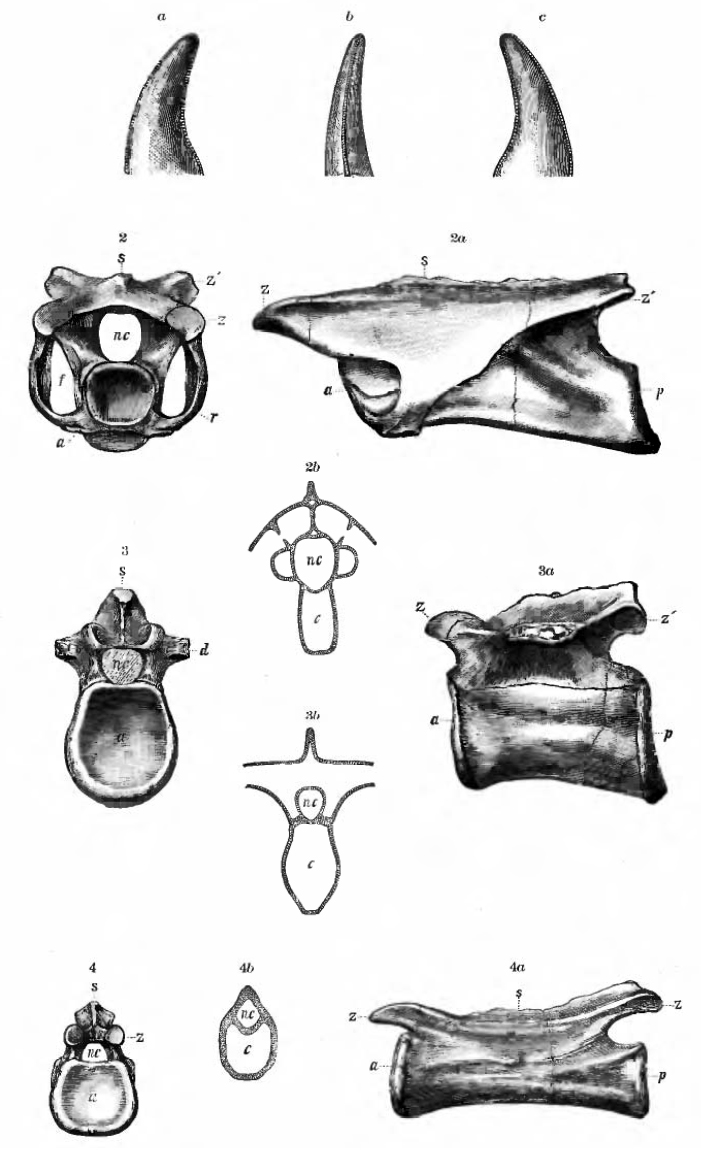
Othniel Charles Marsh, 1884. Rekonstrukcja kręgów celura

Coelurus został opisany w 1879 przez Othniela C. Marsha, amerykańskiego paleontologa i przyrodnika sławnego z wojny o kości toczonych z Edwardem D. Cope’em. W tamtym czasie opisał on jedynie to, co zinterpretował jako krąg tułowia lub ogona, znaleziony w tym samym miejscu, co znalezisko typowe nowego rodzaju i Camptonotus dispar, przemianowany później na kamptozaura (Camptosaurus), gdyż nazwa Camptonotus została już wcześniej użyta. Wydrążenia cienkościennego kręgu zrobiły na Marshu duże wrażenie, dlatego też nazwał on gatunek Coelurus fragilis. Uważał odkryte przez się stworzenie za zwierzę wielkości wilka, prawdopodobnie mięsożerne Coelurus mógł okazać się pierwszym nazwanym niewielkim teropodem z formacji Morrison, jednakże jego odkrywca nie miał nawet pewności, czy chodzi o dinozaura. Powrócił on do znaleziska w 1881 i sporządziwszy ilustracje kilku kości umieścił zwierzę w nowo utworzonym rzędzie Coeluria i w rodzinie Coeluridae.
Od tego momentu historia skomplikowała się. Najwyraźniej szkielet został rozrzucony po kamieniołomie, a szczątki znajdywano ponownie od września 1879 do września 1880. Marsh zdecydował się umieścić część materiału w nowym gatunku C. agilis. Uważał bowiem, że para połączonych kości łonowych należała do zwierzęcia trzykrotnie większego od C. fragilis. Ponownie zainteresował się rodzajem w 1888, dodając C. gracilis, bazując na nieznanych szczątkach reprezentowanych dzisiaj zaledwie przez pazur pochodzący od małego teropoda z wczesnokredowej formacji Arundel z Maryland. Pomimo ostrej zawodowej rywalizacji Cope również przypisał gatunek rodzajowi  Coelurus; w 1887 nazwał późnotriasowe szczątki z Nowego Meksyku C. bauri i C. longicollis. Jednak później przeniósł je do osobnego rodzaju Coelophysis (celofyz).
W 1903 Henry Fairfield Osborn nazwał kolejny rodzaj małego teropoda z formacji Morrsison ornitolestem. Bazował na fragmentarycznym szkielecie z Bone Cabin Quarry, na północ od Como Bluff. Losy obydwu  rodzajów splotły się ze sobą w  1920, gdy Charles Gilmore w swej wpływowej pracy na temat teropodów uznał je za synonimiczne. Literatura hołdowała temu podejściu przez dekady. Obydwu taksonów nigdy formalnie nie porównywano. Nie było też powszechnej zgody na to, co właściwie zalicza się do rodzaju Coelurus. Sytuację zmieniły dopiero badania Johna Ostroma z 1980.
Gilmore podejrzewał, że C. fragilis i C. agilis są tym samym, ale to Ostromowi udało się udowodnić synonimiczność obu nazw. Znacznie zwiększyło to dostępny materiał przypisywany gatunkowi C. fragilis, a Ostrom mógł teraz zademonstrować odrębność ornitolesta od celura. W tym czasie Dale Russell zaproponował przeniesienie C. agilis do rodzaju elafrozaur (Elaphrosaurus). Bazował jednak na niekompletnych informacjach. Ostrom udowodnił mu brak racji. Dodatkowo pokazał, że jeden z trzech kręgów zilustrowanych przez Marsha w rzeczywistości składał się z dwóch kości. Później okazało się, że jedna z nich pochodziła z innego kamieniołomu i należała nie do celura, ale innego małego, nienazwanego jeszcze teropoda. Ten bezimienny dinozaur nie był jednakże ostatnim niewielkim teropodem formacji Morrison. Późniejsze, dokonane w 1995 odkrycie fragmentarycznego szkieletu z Wyoming, wzięte najpierw za nowego, większego celura, zostało następnie przypisane do osobnego rodzaju tanikolagrez.

### Gatunki
Obecnie za pewny uznaje się jedynie gatunek typowy, C. fragilis. Od jego odkrycia nadano nazwy jeszcze sześciu innym. Dyskusyjny C. agilis, nazwany przez Marsha w 1884, okazał się kolejnymi szczątkami poprzedniego gatunku. Opisane przez Cope w 1887 C. bauri i C. longicollis z późnotriasowego Nowego Meksyku sam odkrywca umieścił w 1889 w nowo utworzonym przez siebie rodzaju Coelophysis. C. daviesi, nazwa autorstwa Richarda Lydekkera z 1888 dla Seeleyowskiego Thecospondylus daviesi, kręgu szynego z dolnej kredy Anglii, został także przeniesiony do własnego rodzaju Thecocoelurus. C. gracilis, inny gatunek z wczesnej kredy, także został nazwany w 1888 na podstawie szczątków kończyn. Jednakże Gilmore, dokonując rewizji w 1920, znalazł jedynie pojedynczy pazur. Od lat dwudziestych XX wieku, gdy wyżej wymieniony badacz przypisał go do chirostenota, nie uznawano go za gatunek celura. Obecnie uznaje się go za nomen dubium nienależące do Coelurus. Poza tym w czasie, gdy celura i ornitolesta uważano za synonimy, Steel wyróżnił obecny gatunek typowy tego drugiego jako C. hermanni.

## Paleobiologia i paleoekologia

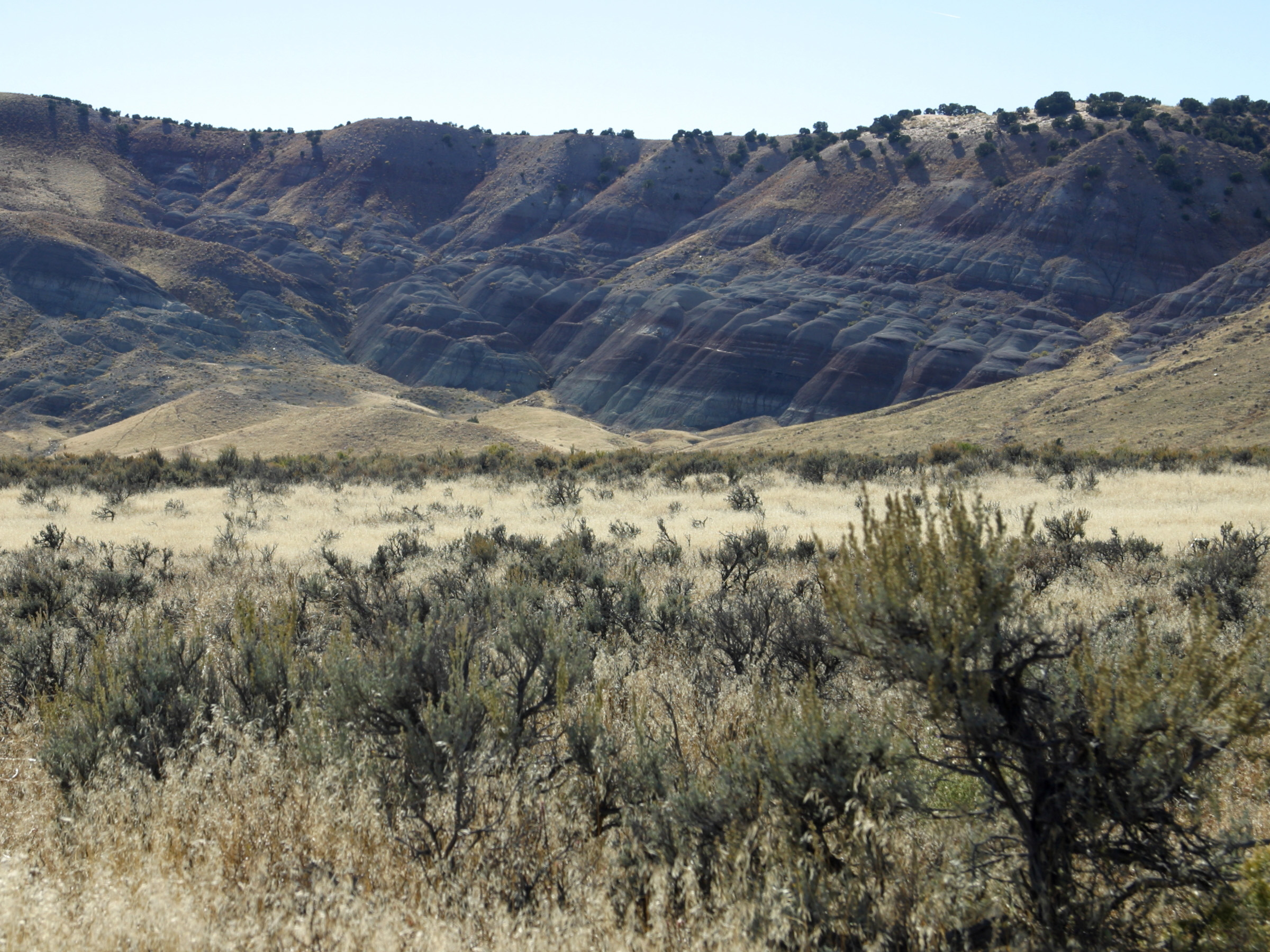
Formacja Morrison współcześnie. 14 października 2005

Formację Morrison uważa się za pozostałości dość suchego środowiska o płaskich równinach zalewowych, w którym naprzemiennie następowały po sobie pora sucha i pora deszczowa. Roślinność zmieniała się od porastających brzegi rzek lasów z drzew iglastych, paproci, w tym także paproci drzewiastych, do posośniętych paprociami sawann porośniętych rzadkimi drzewami. Bogaty w skamieniałości grunt skrywał szczątki zielenic, grzybów, mchów, skrzypów, paproci, sagowców, miłorzębów i kilku rodzin iglastych. Znajdowano tam też małże, ślimaki, ryby promieniopłetwe, płazy bezogonowe i ogoniaste, żółwie, sfenodonty, jaszczurki, lądowe i wodne krokodylomorfy, kilka gatunków pterozaurów, liczne – dinozaurów, a także wczesne ssaki: dokodonty, wieloguzkowce, symetrodonty i trykonodonty. Z dinozaurów wymienić należy: teropody, jak ceratozaur, allozaur, wspominany już ornitolest i torwozaur; zauropody, jak apatozaur, brachiozaur, kamarazaur i diplodok; ornitopody, jak kamptozaur i driozaur; a także tyreofory, jak stegozaur. Celura uważa się za małego lądowego mięsożercę polującego na niewielką zdobycz, jak owady, ssaki i jaszczurki. Przypisuje się mu znaczną szybkość, na pewno większą, niż rozwijana przez ornitolesta, podobnego, lecz o krótszych stopach. Celur obecny jest w warstwach 2. i 5. opisywanej formacji.